# Dyal-Upchurch Building
El Dyal-Upchurch Building (también conocido como Dyal-Upchurch Investment Company Building) es un edificio histórico en la ciudad de Jacksonville, Florida (Estados Unidos). Está ubicado en 4 East Bay Street y fue diseñado por el arquitecto Henry John Klutho. Tiene seis pisos y su superficie es de 4064 m². El 17 de abril de 1980, se agregó al Registro Nacional de Lugares Históricos.

## Historia
Fue el primer edificio de varios pisos construido en el centro de la ciudad tras el Gran Incendio de Jacksonville de 1901 y el primer diseño de Klutho en Jacksonville. Estaba planeado que tuviese cinco pisos, pero la demanda de espacio para oficinas impulsó la adición de un sexto piso. Dyal-Upchurch era una empresa de inversión de Georgia que se mudó a Jacksonville después del incendio. Frank Upchurch tenía intereses en trementina y madera, mientras que Benjamin Dyal era dueño de un aserradero. La empresa dejó de operar en Jacksonville después de 1924.
El Atlantic National Bank se fundó poco después de que se abriera el Dyal-Upchurch Building en mayo de 1902 y estuvo ubicado en el primer piso hasta que se construyó su propio edificio en 1909. Otros inquilinos han incluido una oficina del Servicio Meteorológico Nacional, una oficina regional para Connecticut General Life Insurance Company, despachos de abogados y una empresa de asesoramiento financiero.
Cuando el edificio se agregó al Registro Nacional de Lugares Históricos en 1980, pasó a ser elegible para usar créditos fiscales de rehabilitación cuando se realizó el trabajo de restauración en 1981, el primer edificio en Jacksonville en hacerlo.
La empresa de publicidad Husk Jennings compró el edificio en 1998 por 1,6 millones de dólares y gastó 600 000 dólares para renovar el último piso, donde se trasladó.
En mayo de 2002, Jacksonville estableció el Fondo Fiduciario de Revitalización y Preservación Histórica del Centro con 7 millones de dólares para ayudar a las empresas que compran y restauran edificios antiguos. El fondo podría pagar hasta la mitad del costo del trabajo exterior y una quinta parte del trabajo interior con un tope de 1 millón de dólares por edificio. Ese fue un incentivo suficiente para que Husk Jennings comenzara una restauración de 1,72 millones del resto del edificio, para lo cual la ciudad aportó casi 340 000 dólares.
Cameron Kuhn, un desarrollador comercial de Orlando, Florida, compró el edificio en diciembre de 2005 por 4,5 millones de dólares, pero no cumplió con la hipoteca cuando su empresa se declaró en bancarrota en 2008. El Dyal-Upchurch Building fue embargado por The Jacksonville Bank en enero y vendido el 28 de febrero de 2009 por 3,73 millones de dólares a A. Duda & Sons de la ciudad de Oviedo.
En 2017 Jack Hanania compró el edificio a través de Ten H Investments Hanania y Joe Hassan por 2,8 millones de dólares.

## Galería

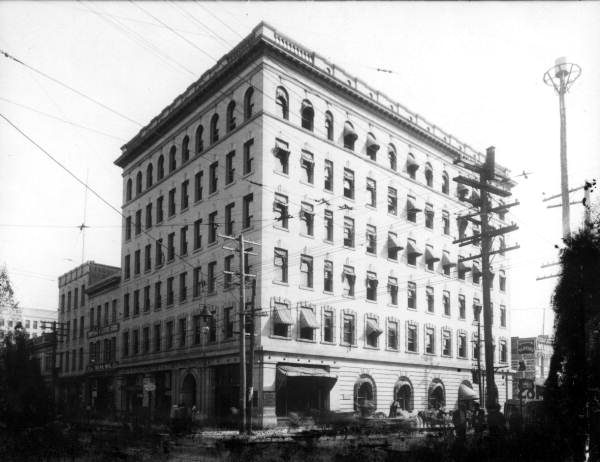
El edificio a principios del siglo XX
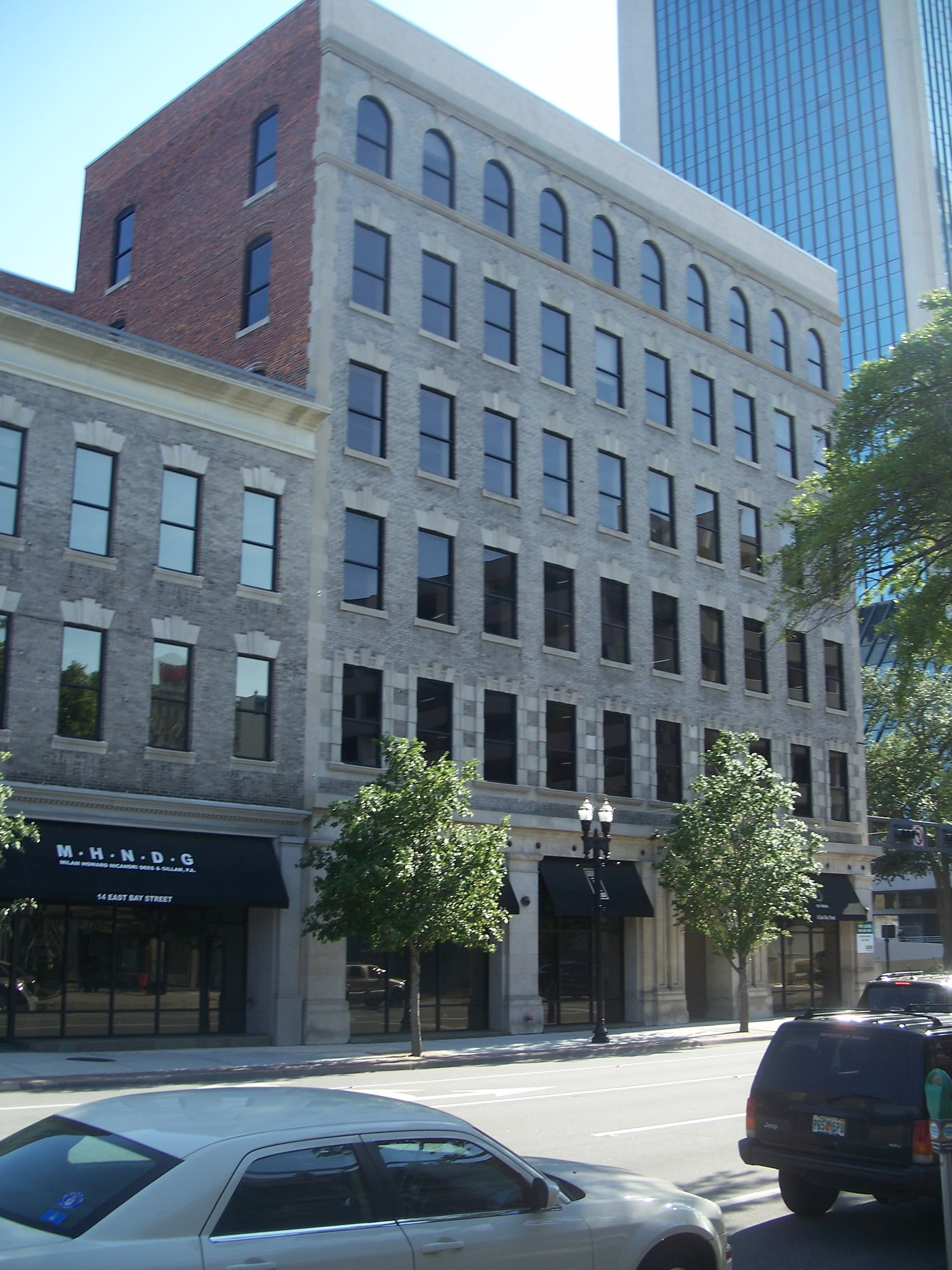
Desde el nivel de la calle
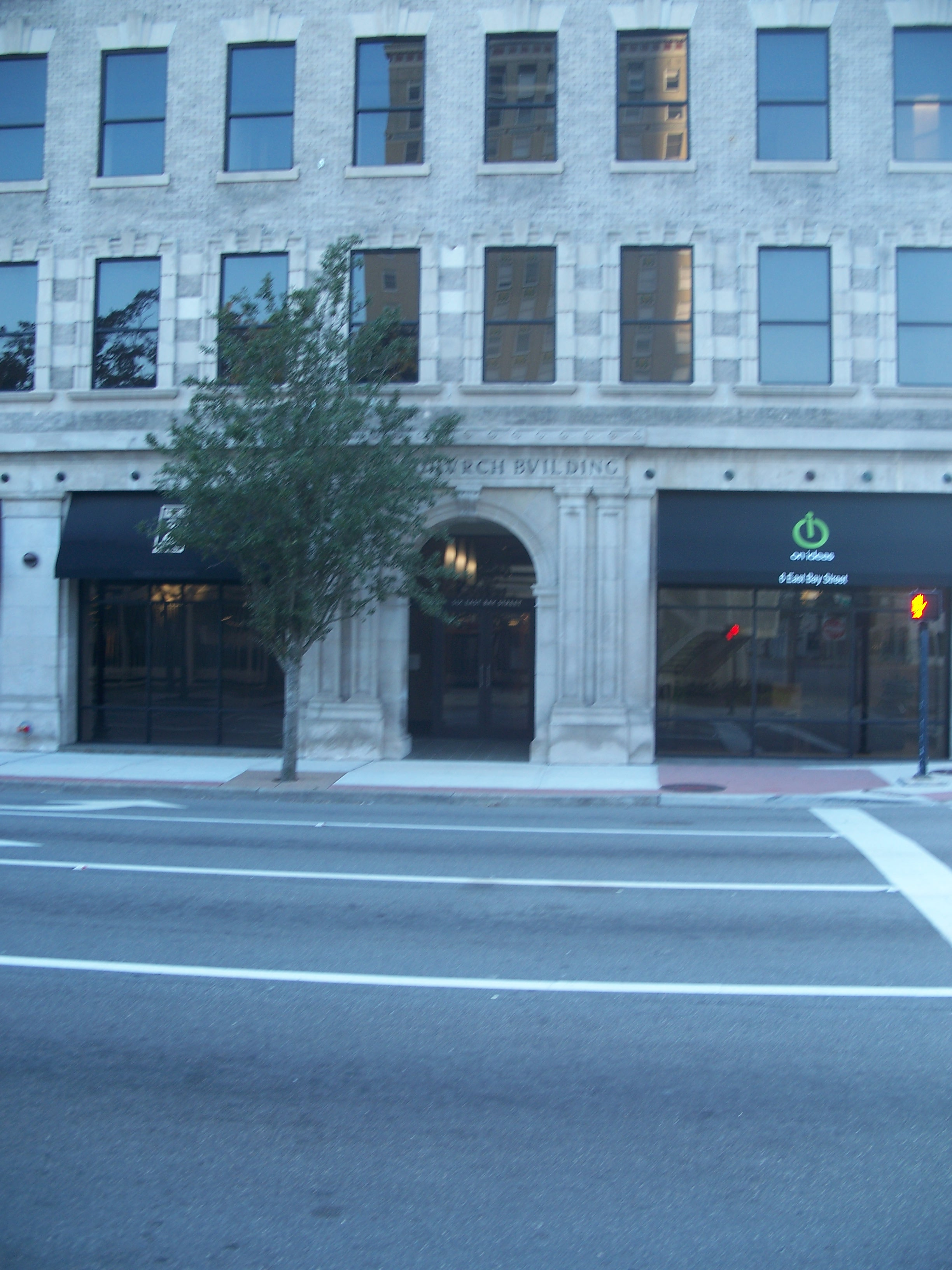
Detalle de la entrada